# Sachsenhausen (Francfort-sur-le-Main)
Pour les articles homonymes, voir Sachsenhausen.
Sachsenhausen est le plus étendu des quartiers de  Francfort et le deuxième plus peuplé. Il se situe sur la rive gauche du  Main, en face du quartier de Francfort-Altstadt. Il appartient depuis le Moyen Âge à la ville de  Francfort, à l'intérieur de ses fortifications, jusqu'à leur destruction en 1812.
Le quartier est divisé en deux districts, Sachsenhausen-Nord et Sachsenhausen-Sud, qui font partie de l'Ortsbezirk Sud (arrondissement), situé sur la rive sud du Main, en plein centre de Francfort, face de la vieille ville.
À l'Est se trouve le quartier de Francfort-Oberrad, au Sud et Sud-Est la frontière avec  Offenbach-sur-le-Main et Neu-Isenburg et à l'Ouest les quartiers de Francfort-Niederrad, Francfort-Schwanheim et Francfort-Flughafen (Aéroport).
La densité de population est bien plus grande dans le Nord de Sachsenhausen, une forêt urbaine recouvrant une grande partie de la partie sud sur plus de 3 800 hectares.

## Dialecte
En dialecte de  Francfort, Sachsenhausen est appelé Dribb de Bach en allemand : "drüben vom Bach" ce qui signifie de l'autre côté du Main. De la même façon Hibb de Bach en allemand hüben vom Bach désigne la partie au Nord du Main de Francfort.

## Boissons et gastronomie
Le vieux Sachsenhausen est connu pour ses très nombreux bars à cidre (Apfelwein ou en dialecte Ebbelwei, Ebbelwoi ou Äppelwoi), principale attraction touristique. Avec la brasserie Binding et la brasserie Henninger (fermée en 2001), le quartier est aussi un lieu traditionnel de confection de la bière.

## Histoire

### Formation
Contrairement à beaucoup d'autres quartiers de Francfort, le quartier de Sachsenhausen a toujours appartenu à la ville, depuis le Moyen Âge. 
Il existe plusieurs explications sur l'origine du nom de Sachsenhausen. La plus vraisemblable serait qu'il soit un dérivé de Sassenhusen[réf. nécessaire], le lieu où était relégués les Saxons qui ne partageaient pas la confession officielle de l'empire carolingien, après que Charlemagne les a soumis définitivement, vers 804, à l'issue d'une guerre acharnée de trente-trois ans, et qu'il a édicté un nouveau capitulaire (28 octobre 797) qui assouplit celui particulièrement répressif de 785 (massacre des prisonniers (Verden) ; ravage systématique du pays (784-785) ; déportations massives (804) ; conversions forcées (Widukind, en 785).
Appelés "Beisassen", ils étaient maintenus dans une situation marginale et ne pouvaient pas célébrer publiquement leur religion.
Au début du XIIe siècle, des ministériels du palais s'installèrent à Francfort sur la rive sud du Rhin. Aujourd'hui encore, la grande et la petite Rittergasse dans le vieux noyau historique de Sachsenhausen rappellent leur souvenir. La première mention écrite du lieu date de 1193 : dans un document établi à Spire le 29 mars Henri VI offrait l'alleu royal du Sandhof sur le Frauenweg à l'hospice sis in Sassenhusen prope Franchenfurt et construit en 1190 par le ministériel Kuno von Münzenberg en l'honneur de la glorieuse Mère de Dieu. En 1221 le fils de Kuno, Ulrich Ier de Münzenberg, dut abandonner à l'empereur Frédéric II l'hôpital et l'église qui en faisait partie, puisque le bien se trouvait sur une terre impériale. En novembre 1221 l'empereur les transféra à perpétuité à l'Ordre Teutonique.
C'est également au début du XIIe siècle, que des croisés du Saint Empire romain germanique fondent l'hôpital des Allemands qui sera rattaché, vers 1140 aux hospitaliers de Saint-Jean-Baptiste. À partir de 1199 - 1200, les membres de cette communauté militaire et religieuse, appelés Frères de la Maison Teutonique de Sainte-Marie-de-Jérusalem, s'établirent en Europe où ils acquerront de vastes possessions en Allemagne, en Italie, en Hongrie, en Transylvanie. Le cœur des possessions germaniques de l'ordre fut Sachsenhausen, près de Francfort-sur-le-Main, où les teutoniques étaient présents dès 1193.
Au XIIIe siècle, outre les seigneurs de Hagen-Münzenberg on constate l'existence de plusieurs autres familles de chevaliers impériaux à Sachsenhausen, parmi lesquelles les seigneurs de Sachsenhausen, de Praunheim, d'Urberg, de Schweinsberg et de Stockheim. Parmi les tâches des ministériels il y avait l'administration du palais de Francfort et des terrains de chasse impériaux de Dreieich qui se trouvaient sur la rive sud. C'est pourquoi les noms de ces lignées se retrouvent également sur la liste des prévôts d'Empire de Francfort.

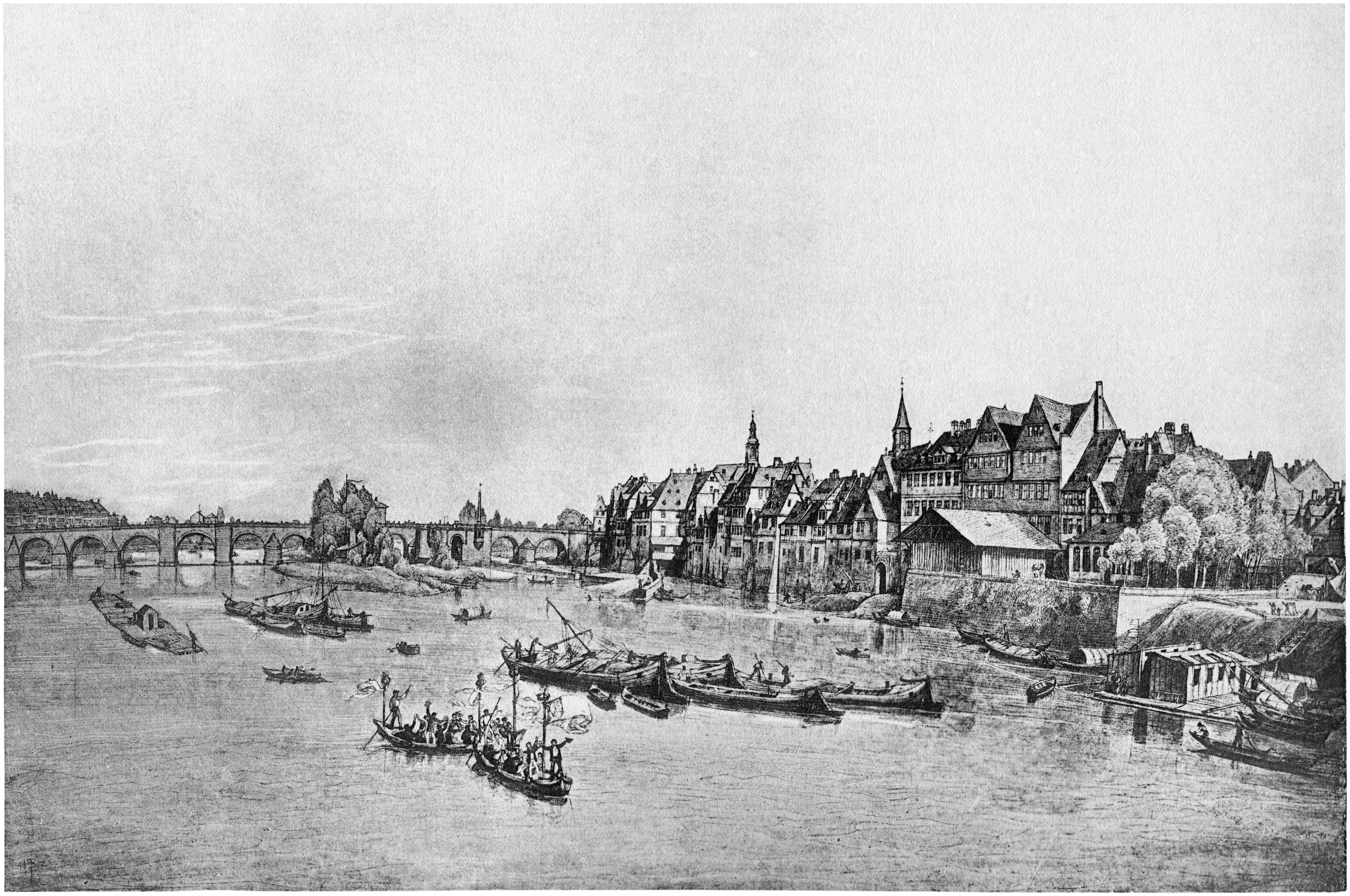
Quais de Sachsenhausen vers 1872
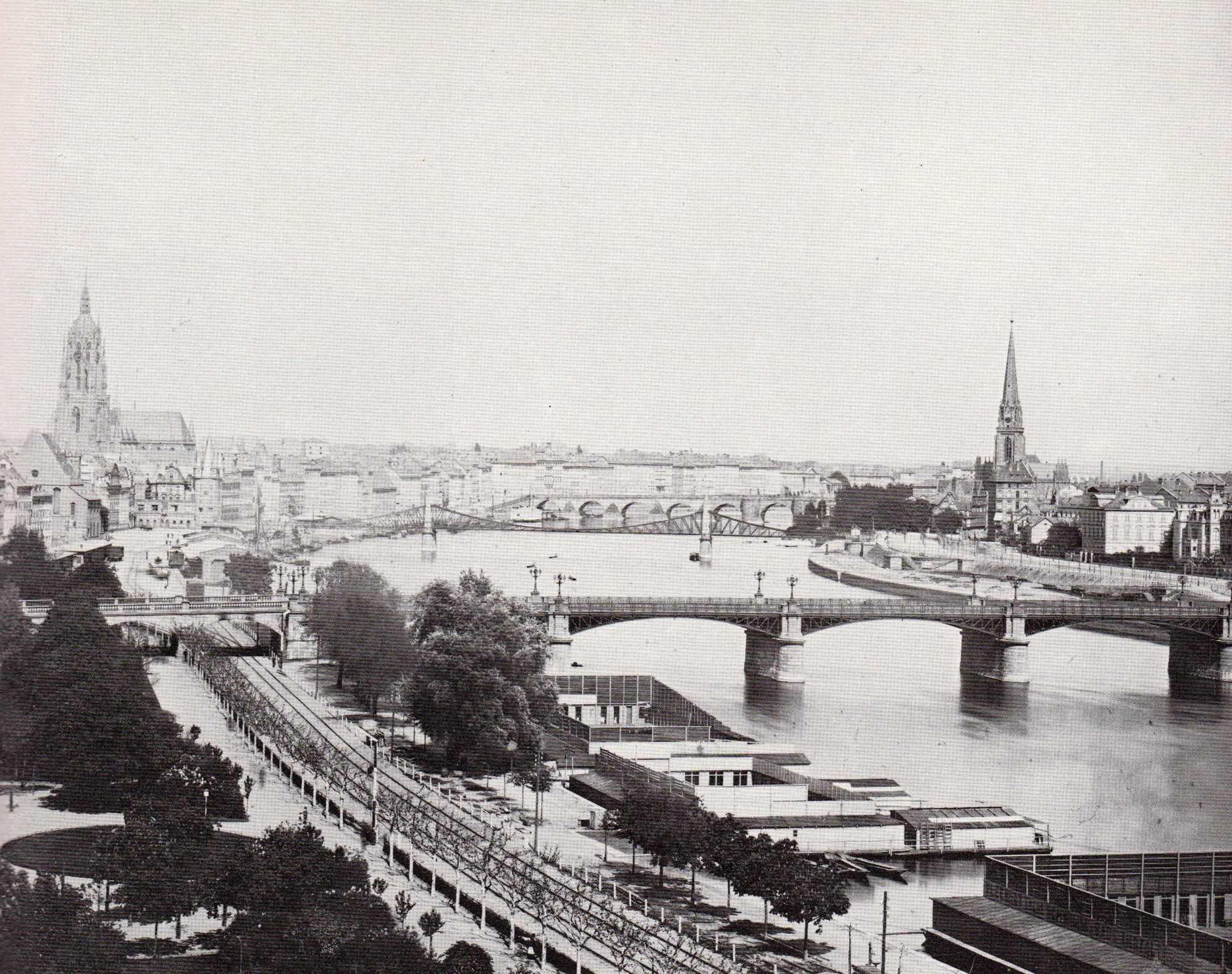
Quais de Sachsenhausen vue de l'Ouest vers 1881
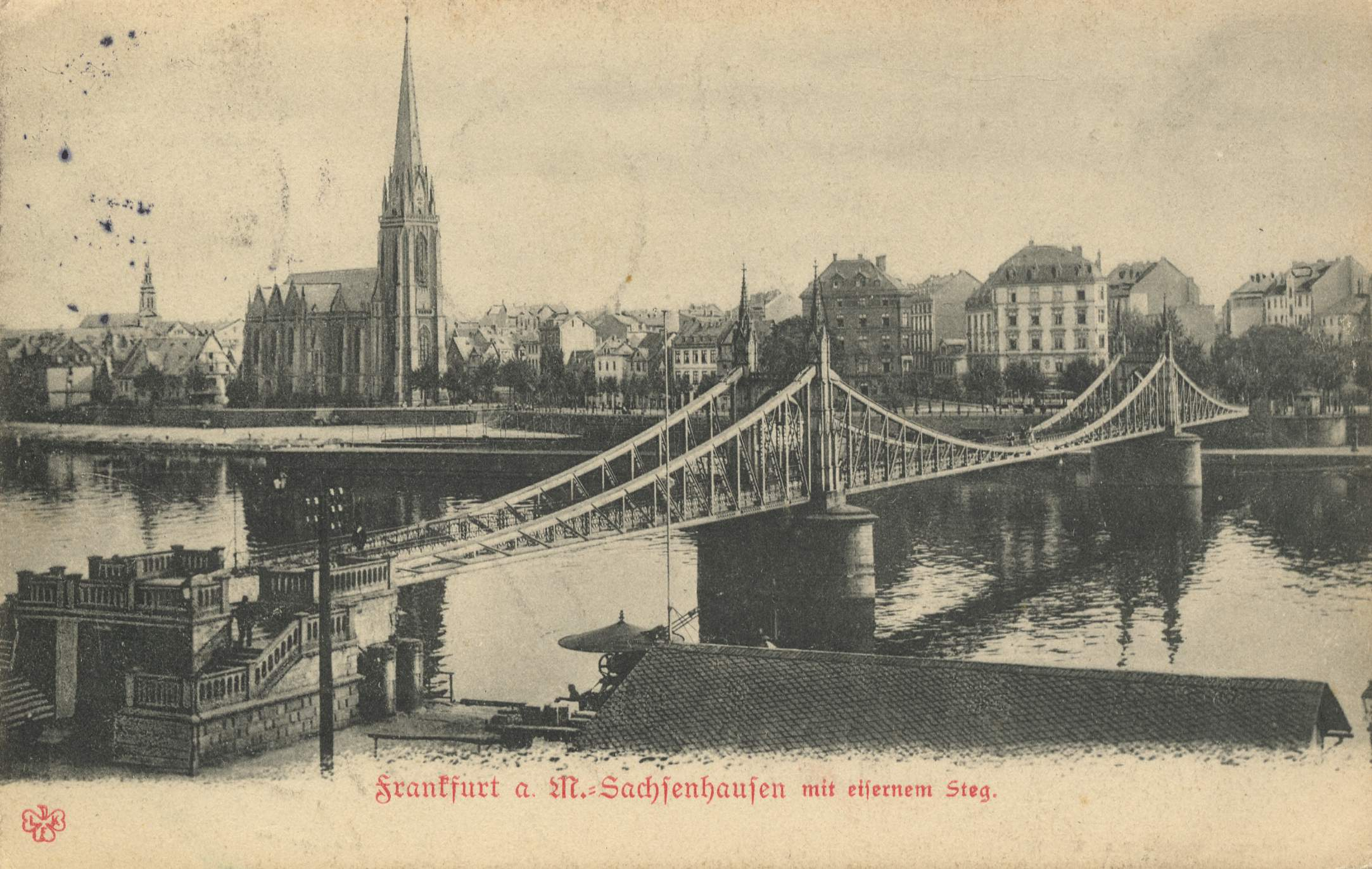
Les quais de Sachsenhausen avec l'Eglise des rois mages (Dreikönigskirche) vers 1905
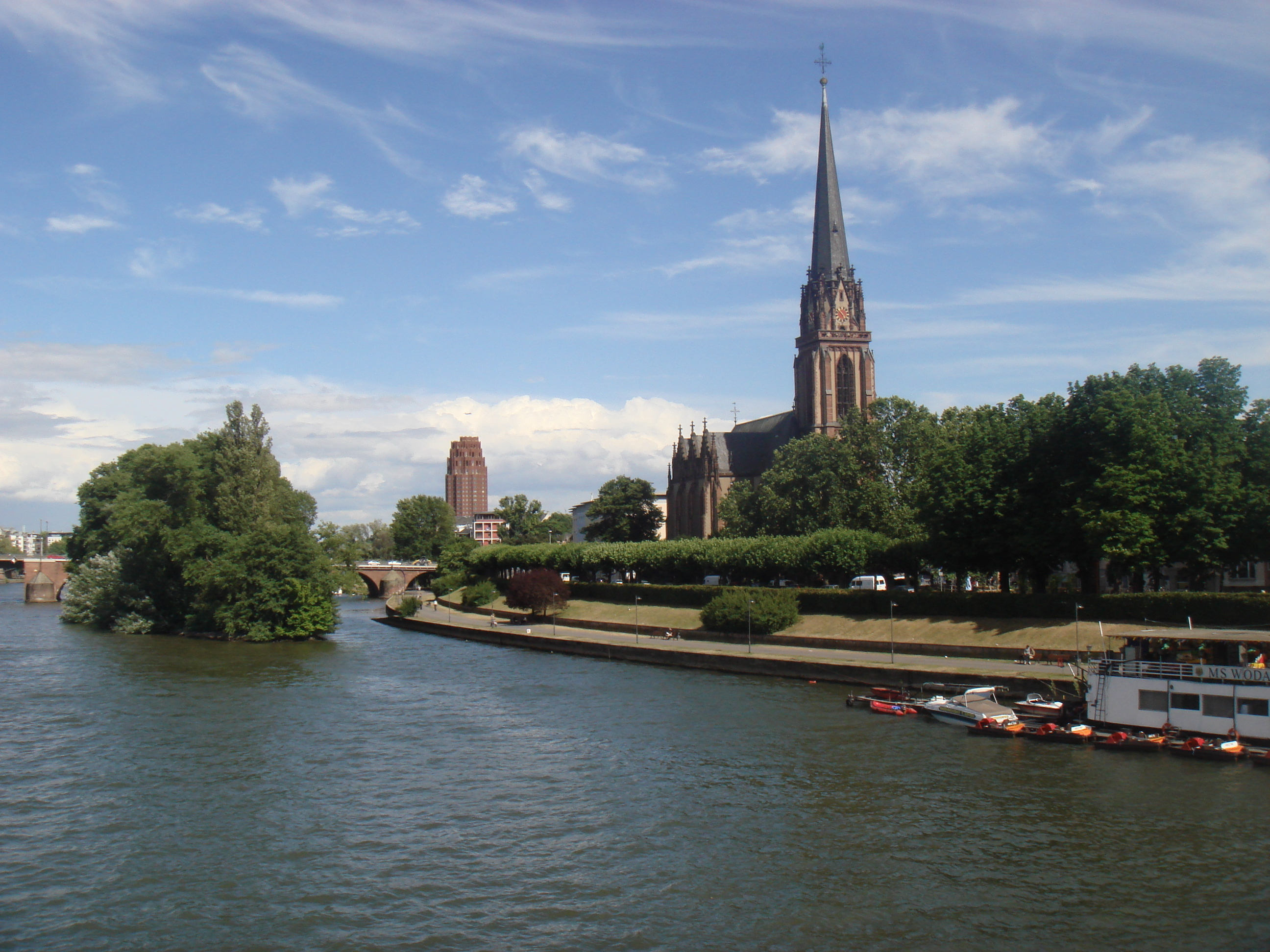
Quais et Église des rois mages (Dreikönigskirche) en 2009

## Culture et monuments
Le quartier de Sachsenhausen abrite dans sa partie nord, le long du Main, 13 musées ce qui vaut le nom de Museumsufer, en français la « rive des musées », à cette zone. Parmi ces musées figure le Städel qui est l’un des plus importants et des plus célèbres musées d’art en Allemagne.
Depuis 1988 a lieu tous les ans à la fin août la Museumsuferfest, en français la "fête de la rive des musées". Cette manifestation est, avec 3 millions de visiteurs sur un seul week-end, la plus importante de tout le Land de la Hesse.

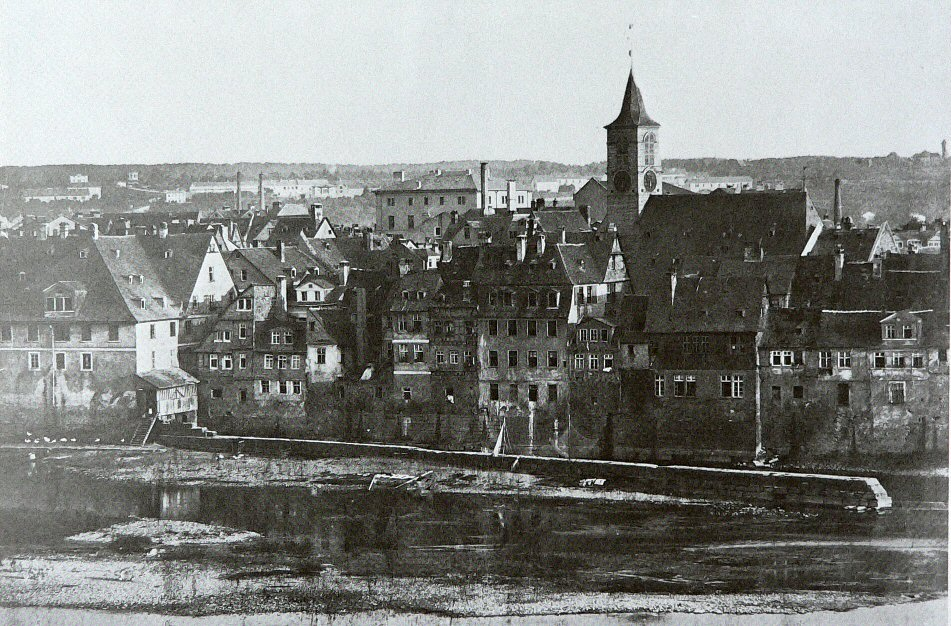
Église des Rois-Mages vers 1859
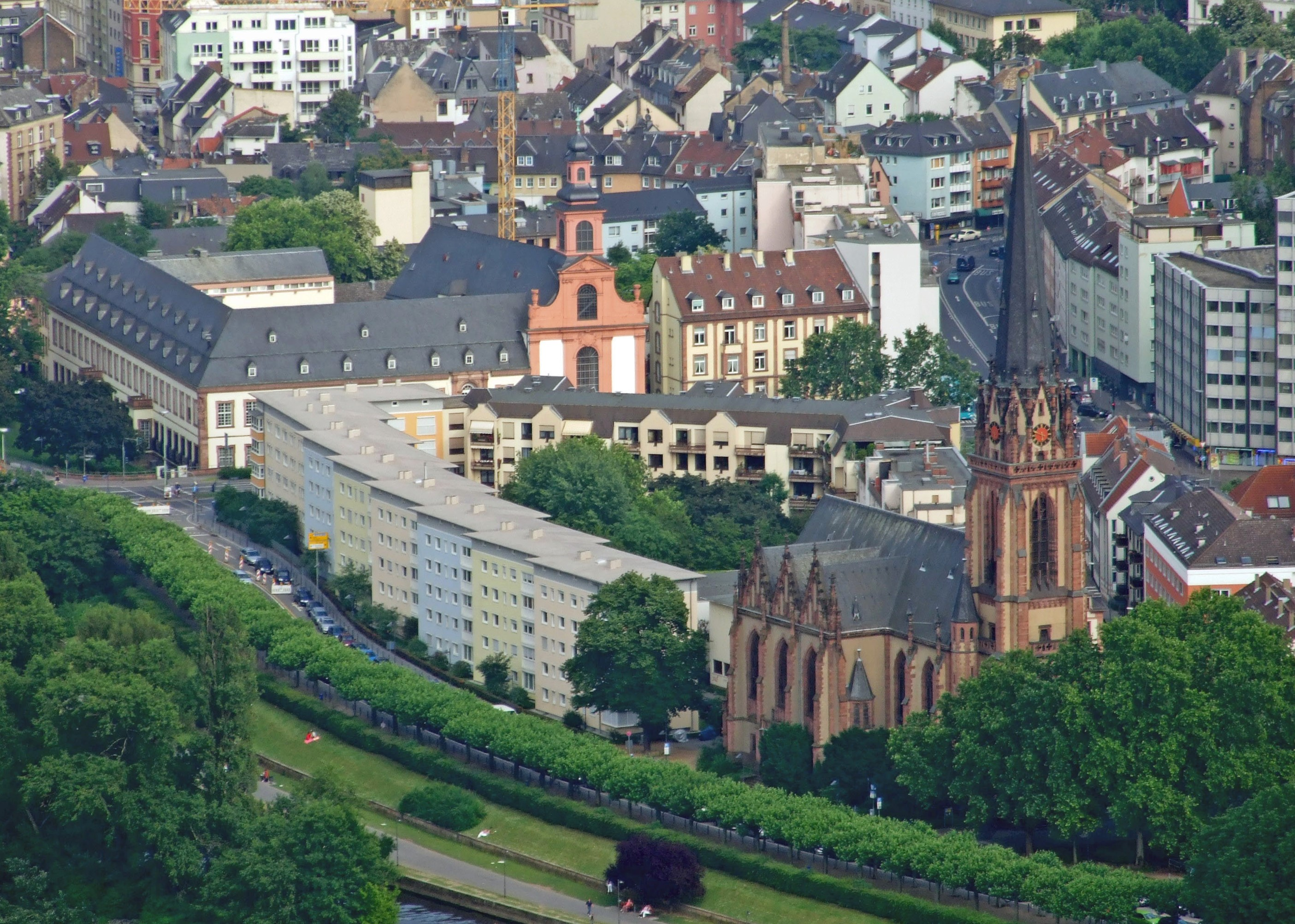
Église des Rois-Mages (Dreikönigskirche) et église de l'ordre Teutonique

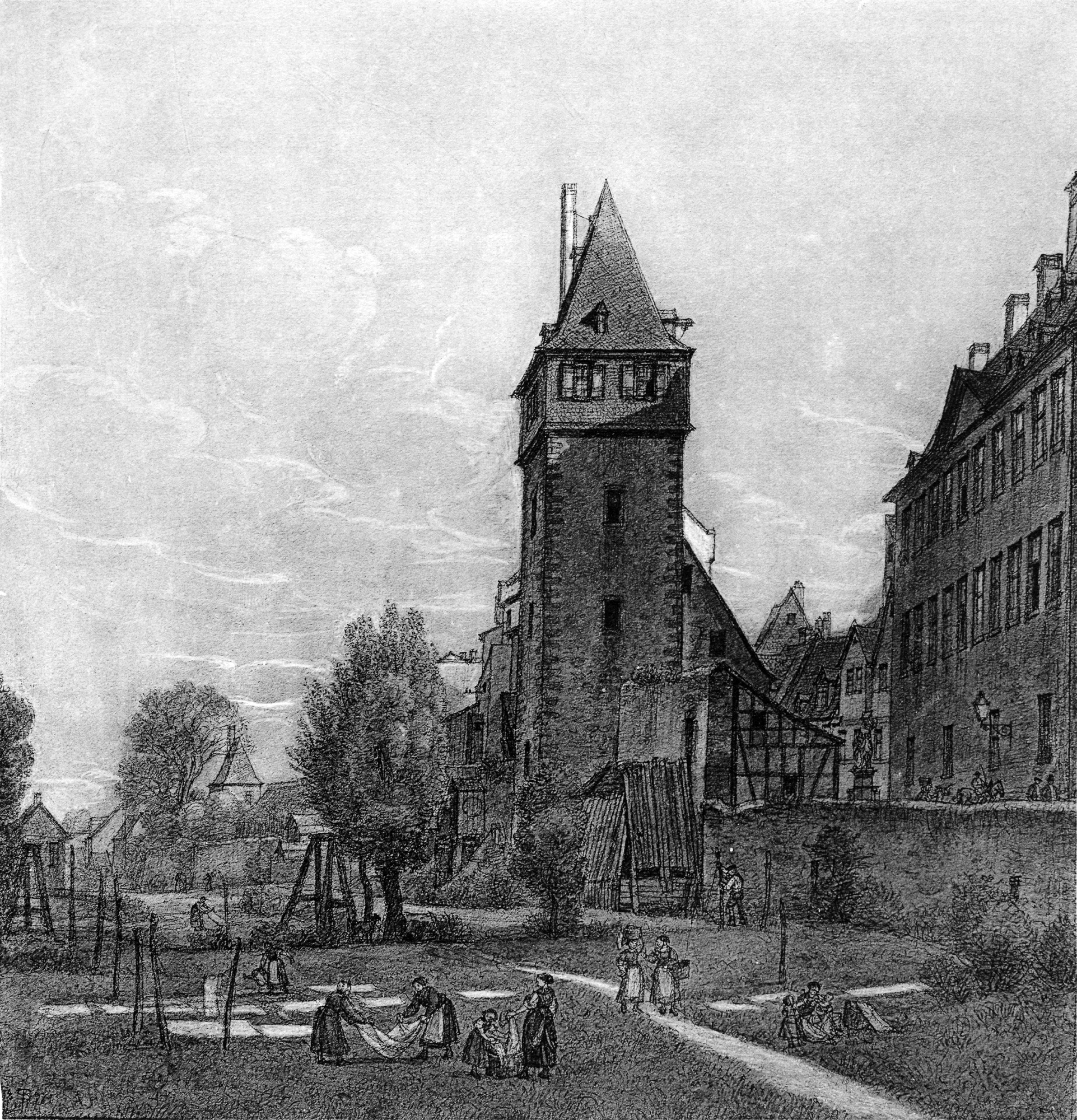
La Kuhhirtenturm vers 1877
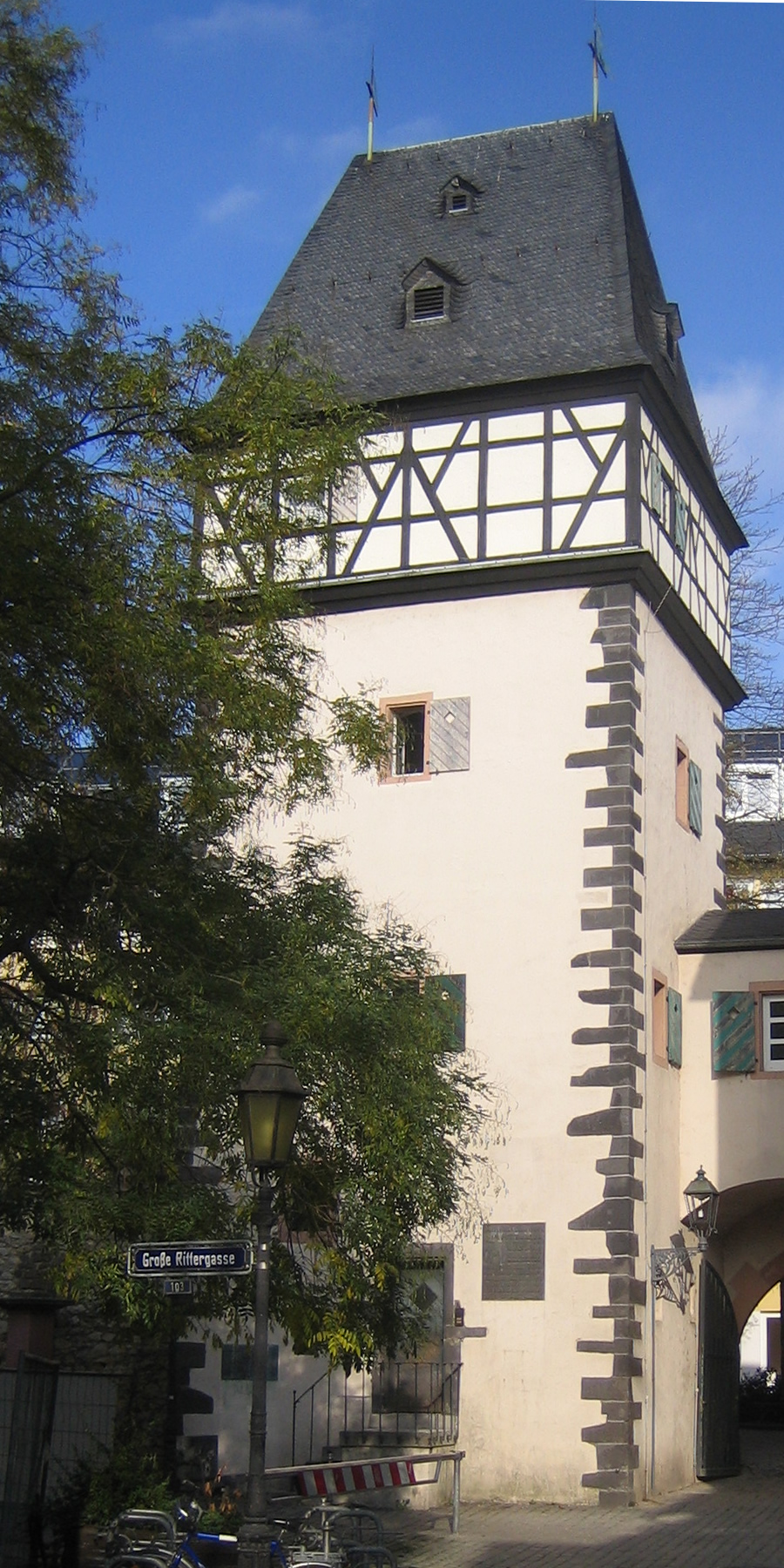
La Kuhhirtenturm en 2009
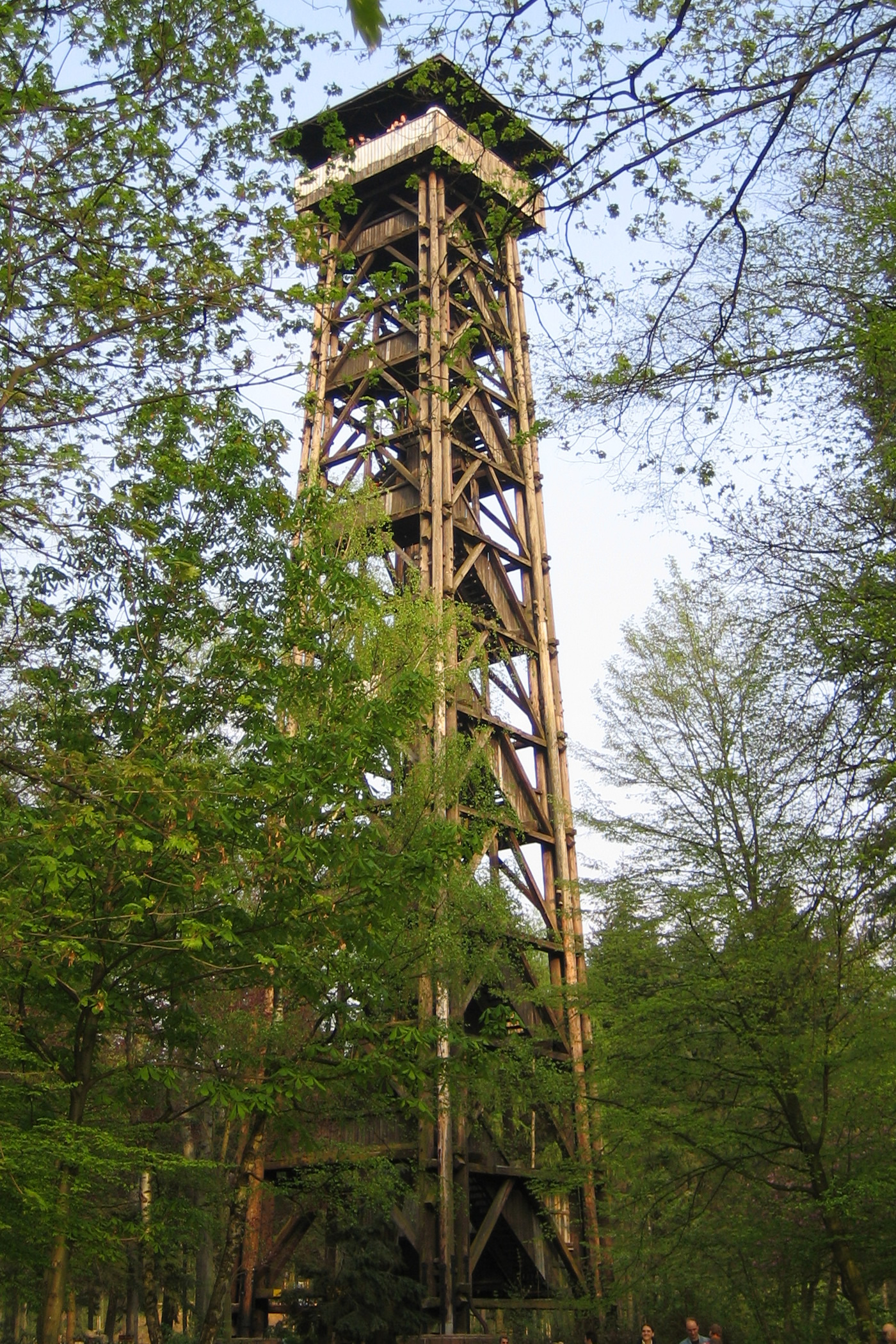
La Goetheturm en 2009
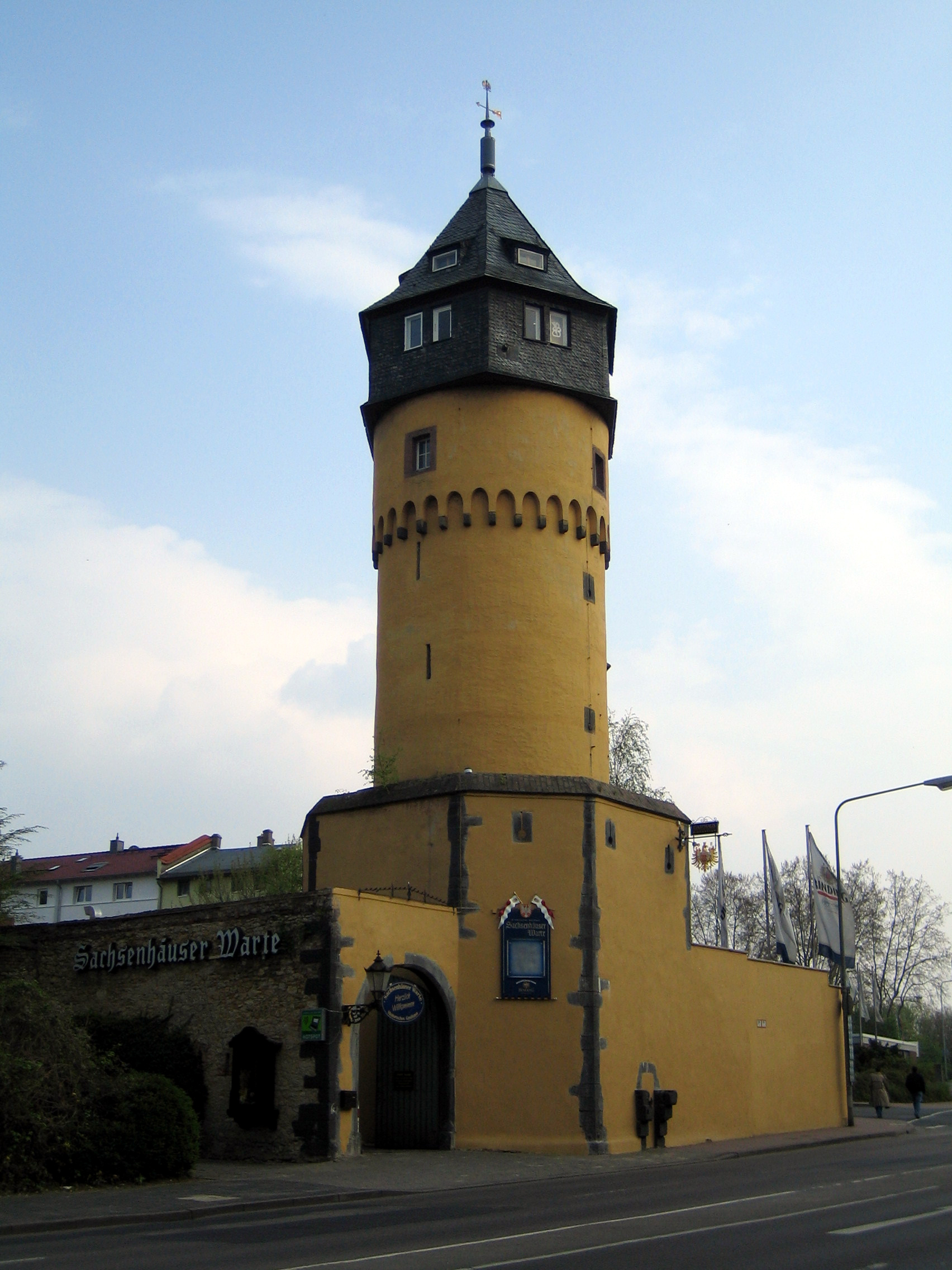
La Tour de garde de Sachsenhausen en 2009
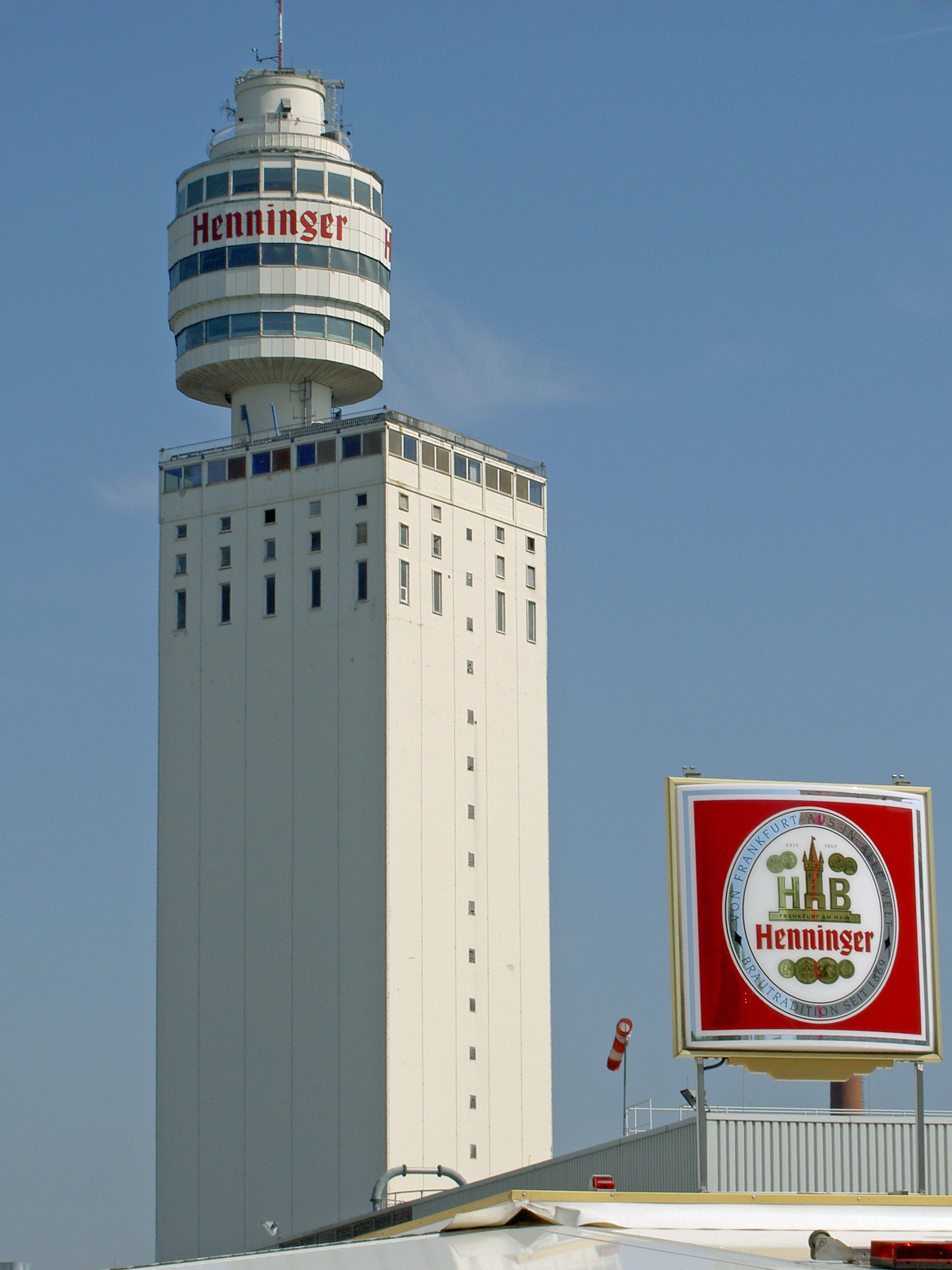
La tour Henninger est visible du plus loin. C'est le monument-symbole de Sachsenhausen.
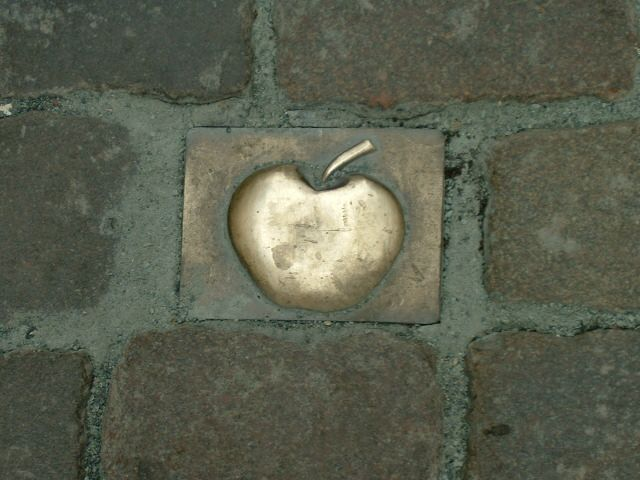
La pomme, symbole du Ebbelwei (cidre), spécialité du quartier
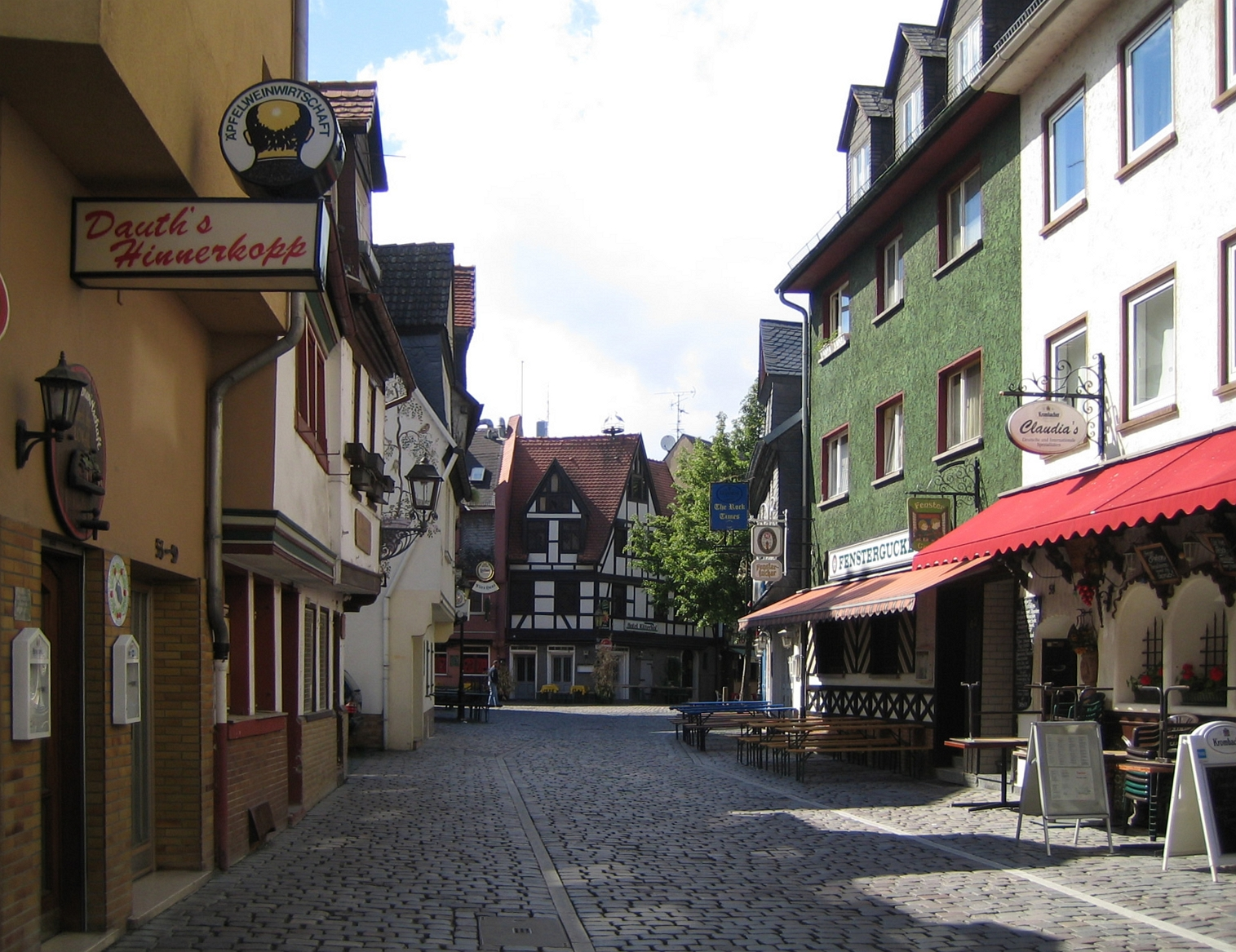
Dans le quartier de Ebbelwoi de Alt-Sachsenhausen
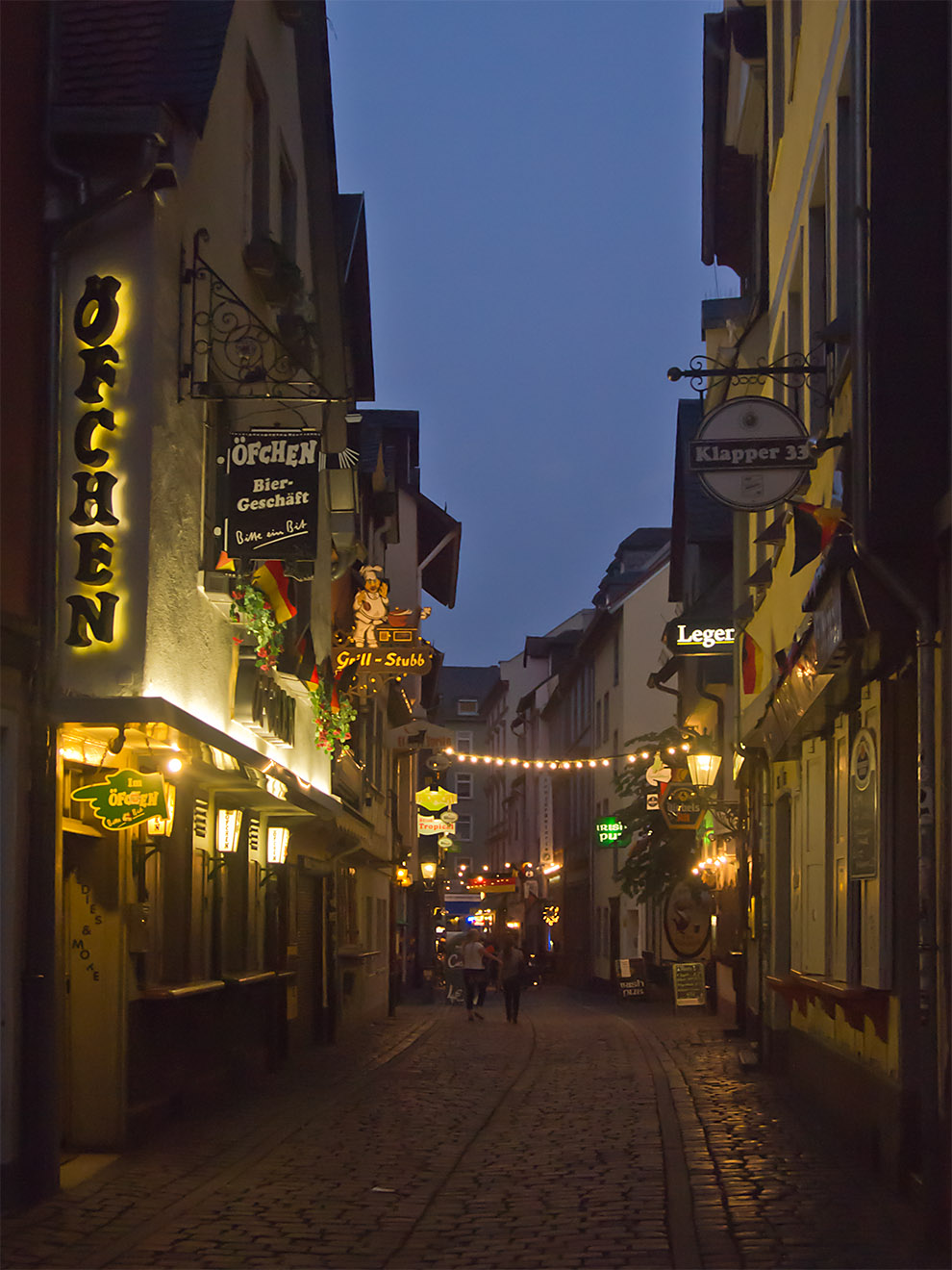
La Rue Klappergasse, dans le quartier de Äppelwoi de Alt-Sachsenhausen
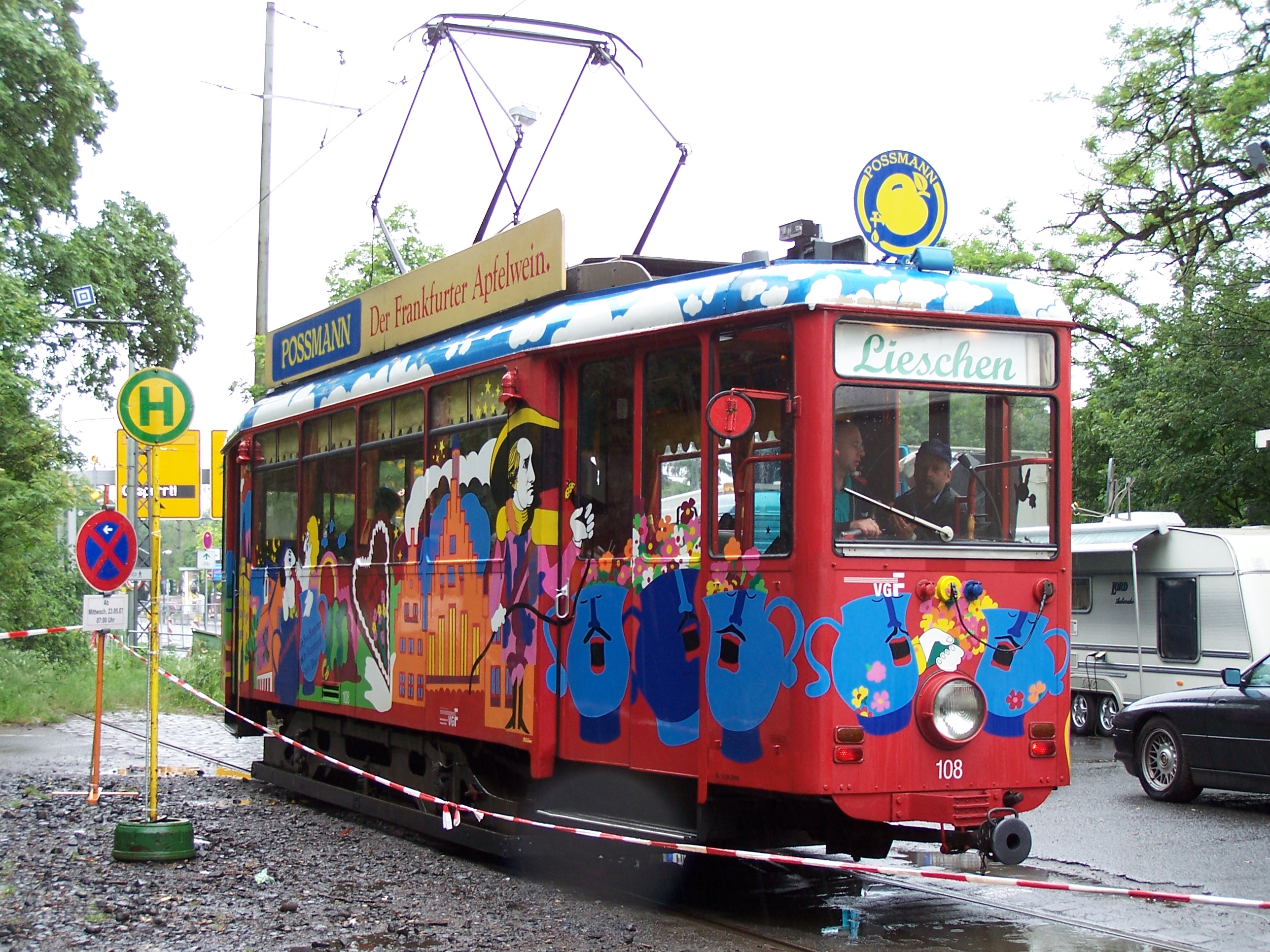
Le tram spécial Ebbelwei-Expres (Cidre Express) avec service à bord
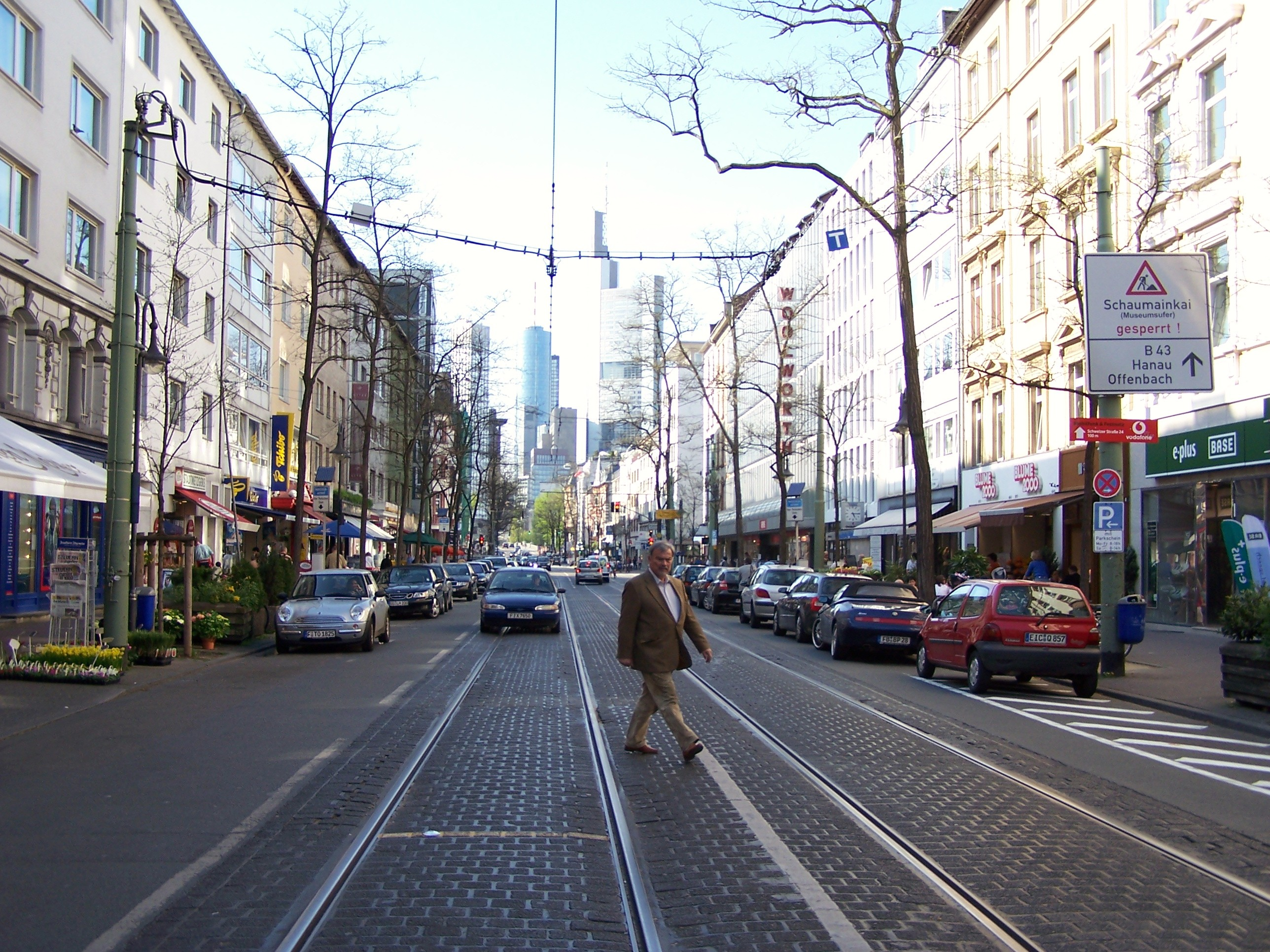
La rue Schweizer Strasse

## Économie et infrastructures
Code postal: 60594, 60596, 60598, 60599

### Transport et circulation
- Gare Lokalbahnhof, gare souterraine
- Gare du Midi de Francfort, troisième gare de la ville

## Personnalités nées à Sachsenhausen
- Jakob Fürchtegott Dielmann (1809–1885), illustrateur et peintre
- Hans Dietzsch-Sachsenhausen (1880–1926), sculpteur allemand